# Constantin Beldie
Constantin Beldie (n. 8 septembrie 1887, Stroești – d. 11 iunie 1954, București) a fost un scriitor român, descris de către Al. Săndulescu drept o fire „prin excelență boemă”. Beldie s-a născut la București, unde a urmat liceele „Sf. Sava” și „Gh. Șincai”. A rămas repetent de două uri, însă a trecut examenele în particular. A fost apoi învățător în județele Prahova și Râmnicul Sărat, ca după o vreme ca funcționar la unui laborator medical să ajungă secretar de redacție la „Noua Revistă Română”, condusă de sociologul C. Rădulescu-Motru.
A rămas acolo între 1908 și 1916. În 1912 a absolvit și Facultatea de filosofie și litere. A fost profesor de limba română la mai multe licee din București între 1913 și 1947, când s-a pensionat. A lucrat și la publicațiile „Cuvântul” și „Ideea Europeană” și a fost și director la Societatea „Reforma Socială”, care edita revista „Arhiva pentru știință și reformă socială” a lui Dimitrie Gusti.